# Samuel S. Hinds
Samuel Southey Hinds (ur. 4 kwietnia 1875 w Nowym Jorku, zm. 13 października 1948 w Pasadenie) – amerykański aktor.

## Filmografia
- 1933 – Arystokracja podziemi jako burmistrz (niewymieniony w czołówce)
- 1933 – Małe kobietki jako pan March
- 1934 – Wielki gracz jako Warden z Sing Sing (niewymieniony w czołówce)
- 1934 – Szpieg nr 13 jako oficer Price (niewymieniony w czołówce)
- 1935 – Two-Fisted jako pan Pritchard
- 1935 – Kruk jako sędzia Thatcher
- 1935 – The Big Broadcast of 1936 jako kapitan
- 1936 – Rhythm on the Range jako Robert Halloway
- 1937 – Czarny legion jako sędzia
- 1937 – Double or Nothing jako Jonathan Clark
- 1938 – Brawura jako generał Ross
- 1938 – Cieszmy się życiem jako Paul Sycamore
- 1941 – Man Made Monster jako doktor John Lawrence
- 1942 – Pardon My Sarong jako szef Kolua
- 1942 – Pittsburgh jako Morgan Prestiss
- 1943 – Syn Draculi jako sędzia Simmons
- 1944 – Za wami, chłopcy jako oficer (niewymieniony w czołówce)
- 1944 – Cobra Woman jako ojciec Paul
- 1944 – Jungle Woman jako koroner
- 1945 – Szkarłatna ulica jako Charles Pringle
- 1946 – To wspaniałe życie jako Peter „Pa” Bailey
- 1947 – Jajko i ja jako szeryf
- 1947 – Dzwonić Northside 777 jako sędzia Charles Moulton (niewymieniony w czołówce)